# Ordre de bataille de la Force expéditionnaire britannique en 1914

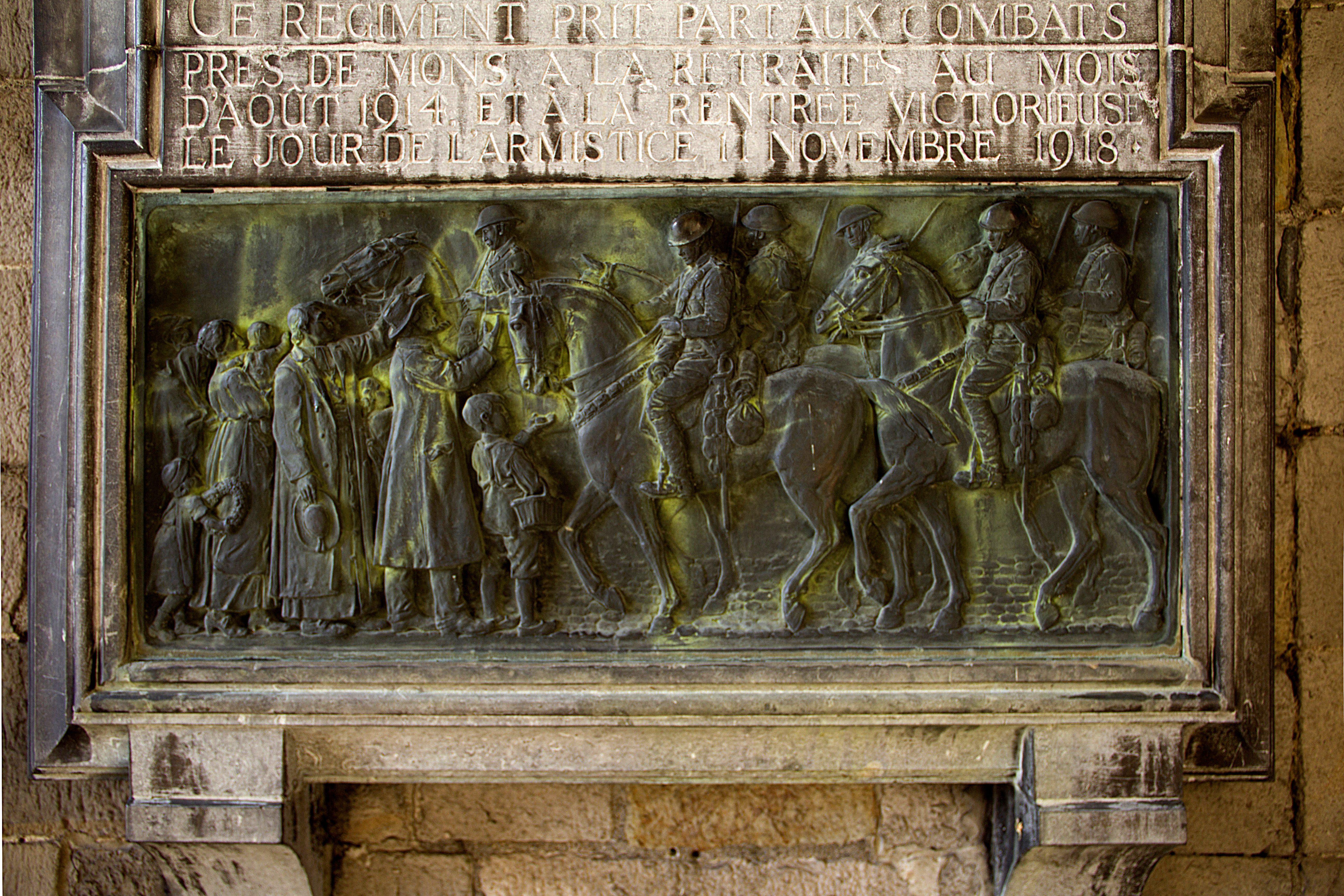
Plaque commémorative élevée en souvenir du régiment du corps expéditionnaire britannique ayant pris part aux combats en août 1914 et novembre 1918 près de Mons (Belgique).

Il s'agit de l'ordre de bataille du British Expeditionary Force envoyé en France en août et septembre 1914 au début de la Première Guerre mondiale. Cet ordre de bataille comprend toutes les unités de combat, y compris le Génie militaire et l'artillerie, mais pas les unités médicales, logistiques et de transmissions.
Les commandants sont indiqués pour tous les postes importants ainsi que les formations supérieures à la brigade.

## Composition de la Force expéditionnaire
La force expéditionnaire est formée des unités de l'armée régulière du Royaume-Uni, avec un effectif de six divisions d'Infanterie et une division de Cavalerie (soit 72 bataillons d'infanterie et 14 régiments de cavalerie), avec des unités de soutien soit environ 70 000 militaires. Les sept divisions sont commandées de façon centralisée par le Grand Quartier Général.
Au moment de la mobilisation, les Britanniques pensent qu'un débarquement allemand sur la côte est de l'Angleterre est possible. Ils décident de conserver deux divisions pour la défense de leur territoire, ils n'envoient en France, début août 1914, que quatre divisions d'infanterie et une division de cavalerie. Une cinquième division d'infanterie est finalement envoyée à la fin du mois d'août et la sixième au début du mois de septembre.

## GQG
Le commandant en chef de la BEF était le Maréchal Sir John French.
Son état-major était composé ainsi :
- Général Sir Archibald Murray,
- Général Henry Hughes Wilson,
- Général Sir Nevil Macready,
- Général E. R. C. Graham,
- Général Sir William Robertson,
- Général W. F. L. Lindsay (en),
- Général G. H. Fowke (en),
- Colonel George Montague Harper,
- Colonel George Macdonogh (en),
- Colonel A. E. J. Cavendish (en),
- Colonel C. T. Dawkins.

## Ordre de bataille au 22 août 1914
Nota : toutes les unités dont la nature n'est pas spécifiée sont des bataillons.

## La division de cavalerie
Jusqu'à la déclaration de guerre, l'armée britannique ne comprend pas de division de cavalerie permanente. Lors de la mobilisation, les 4 premières brigades de cavalerie sont regroupées pour former une division. La 5e brigade de cavalerie reste indépendante.

### 1reDivision de Cavalerie
La 1re Division de Cavalerie Britannique est commandée par le Général Edmund Allenby.
- 1re Brigade de Cavalerie (en) - Général Charles James Briggs (en)
  - 2nd Dragoon Guards (en) (Queen's Bays)
  - 5th Dragoon Guards (Princess Charlotte of Wales's)
  - 11th Hussars (Prince Albert's Own)
- 2e Brigade de Cavalerie (en) - Brigadier-Général H. de B. de Lisle (en)
  - 4th Dragoon Guards (Royal Irish)
  - 9th Lancers (en) (Queen's Royal)
  - 18th Hussars (en) (Queen Mary's Own)
- 3e Brigade de Cavalerie (en) - Brigadier-Général Hubert Gough puis par le Général J. Vaughan
  - 4th Hussars (Queen's Own)
  - 5th Lancers (Royal Irish)
  - 16th Lancers (The Queen's)
- 4e Brigade de Cavalerie (en) - Brigadier-Général Hon. C. E. Bingham
  - Household Cavalry Composite Regiment (en)
  - 6th Dragoon Guards (Carabiners)
  - 3rd Hussars (en) (King's Own)
- Troupes divisionnaires :
  - 3rd Brigade Royal Horse Artillery (en)
    - D Battery Royal Horse Artillery (en)
    - E Battery Royal Horse Artillery (en)

  - 7th Brigade Royal Horse Artillery (en)
    - I Battery, Royal Horse Artillery (en)
    - L Battery Royal Horse Artillery (en) (Néry)

  - 1st Field Squadron (Génie)

### 5eBrigade de Cavalerie
- 5e Brigade de Cavalerie (en) - Général Sir Philip Chetwode
  - 2nd Dragoons (Royal Scots Greys)
  - 12th Lancers (en) (Prince of Wales's Royal)
  - 20th Hussars (en)
  - J Battery Royal Horse Artillery (en) (Sidi Rezegh)

## IerCorps
Le Ier Corps est commandé par le Général Sir Douglas Haig.

### 1reDivision
1re Division (en) est commandée par le Général Samuel Lomax
- 1st Guards Brigade (en) - Général Ivor Maxse
  - 1st Coldstream Guards
  - 1st Scots Guards
  - 1st The Black Watch (Royal Highlanders)
  - 2nd The Royal Munster Fusiliers (en)
- 2e Brigade d'infanterie (en) - Général Edward Bulfin (en)
  - 2nd The Royal Sussex Regiment (en)
  - 1st The Loyal North Lancashire Regiment (en)
  - 1st The Northamptonshire Regiment
  - 2nd The King's Royal Rifle Corps
- 3e Brigade d'Infanterie (en) Général H. J. S. Landon (en)
  - 1st The Queen's (Royal West Surrey Regiment)
  - 1st The South Wales Borderers
  - 1st The Gloucestershire Regiment
  - 2nd The Welch Regiment (en)
- Troupes Divisionnaires
  - Troupes à cheval
    - A Squadron, 15th Hussars (en) (The King's)
    - 1st Cyclist Company

  - Artillery
    - 25th Brigade Royal Field Artillery (en)
      - 113th Battery, RFA
      - 114th Battery, RFA
      - 115th Battery, RFA

    - 26th Brigade Royal Field Artillery (en)
      - 116th Battery, RFA
      - 117th Battery, RFA
      - 118th Battery, RFA

    - 39th Brigade Royal Field Artillery (en)
      - 46th Battery, RFA
      - 51st Battery, RFA
      - 54th Battery, RFA

    - 43rd Brigade Royal Field Artillery (en) (Howitzer)
      - 30th (Howitzer) Battery, RFA
      - 40th (Howitzer) Battery, RFA
      - 57th (Howitzer) Battery, RFA

    - 26th Heavy Battery, RGA

  - Engineers (‘’Génie’’)
    - 23rd Field Company, RE
    - 26th Field Company, RE

### 2eDivision
La 2e Division était commandé par le Général Monro.
- 4th Guards Brigade (en) - Général R. Scott-Kerr (en)
  - 2nd Grenadier Guards
  - 2nd Coldstream Guards
  - 3rd Coldstream Guards
  - 1st Irish Guards
- 5th Infantry Brigade - Général R. C. B. Haking
  - 2nd The Worcestershire Regiment
  - 2nd The Oxfordshire and Buckinghamshire Light Infantry (en)
  - 2nd The Highland Light Infantry (en)
  - 2nd The Connaught Rangers (en)
- 6th Infantry Brigade (en) - Général R. H. Davies (en), (New Zealand Staff Corps)
  - 1st The King's (Liverpool Regiment) (en)
  - 2nd The South Staffordshire Regiment (en)
  - 1st Princess Charlotte of Wales's (Royal Berkshire Regiment)
  - 1st The King's Royal Rifle Corps
- Troupes Divisionnaires
  - Troupes à cheval
    - B Squadron, 15th Hussars (en) (The King's)
    - 2nd Cyclist Company

  - Artillery
    - 34th Brigade Royal Field Artillery (en)
      - 22nd Battery, RFA
      - 50th Battery, RFA
      - 70th Battery, RFA

    - 36th Brigade Royal Field Artillery (en)
      - 15th Battery, RFA
      - 48th Battery, RFA
      - 71st Battery, RFA

    - 41st Brigade Royal Field Artillery (en)
      - 9th Battery, RFA
      - 16th Battery, RFA
      - 17th Battery, RFA

    - 44th Brigade Royal Field Artillery (en) (Howitzer)
      - 47th (Howitzer) Battery, RFA
      - 56th (Howitzer) Battery, RFA
      - 60th (Howitzer) Battery, RFA

    - 35th Heavy Battery, RGA

  - Génie
    - 5th Field Company, RE
    - 11th Field Company, RE

## IIeCorps
Le IIe Corps est commandé par le Général Sir James Grierson. Ce dernier meurt lors de son déplacement en train entre Rouen et Amiens le 17 août 1914, le Général Sir Horace Smith-Dorrien le remplace le 21 août et prend le commandement du corps à Bavai.

### 3eDivision
La 3e Division était commandée par le Général Hubert I. W. Hamilton (en)
- 7th Infantry Brigade (en) - Général F. W. N. McCracken (en)
  - 3rd The Worcestershire Regiment
  - 2nd The Prince of Wales's Volunteers (en) (South Lancashire Regiment)
  - 1st The Duke of Edinburgh's (en) (Wiltshire Regiment)
  - 2nd The Royal Irish Rifles (en)
- 8th Infantry Brigade (en) - Général B. J. C. Doran
  - 2nd The Royal Scots (Lothian Regiment)
  - 2nd The Royal Irish Regiment
  - 4th The Duke of Cambridge's Own (en) (Middlesex Regiment)
  - 1st The Gordon Highlanders remplacé en septembre par

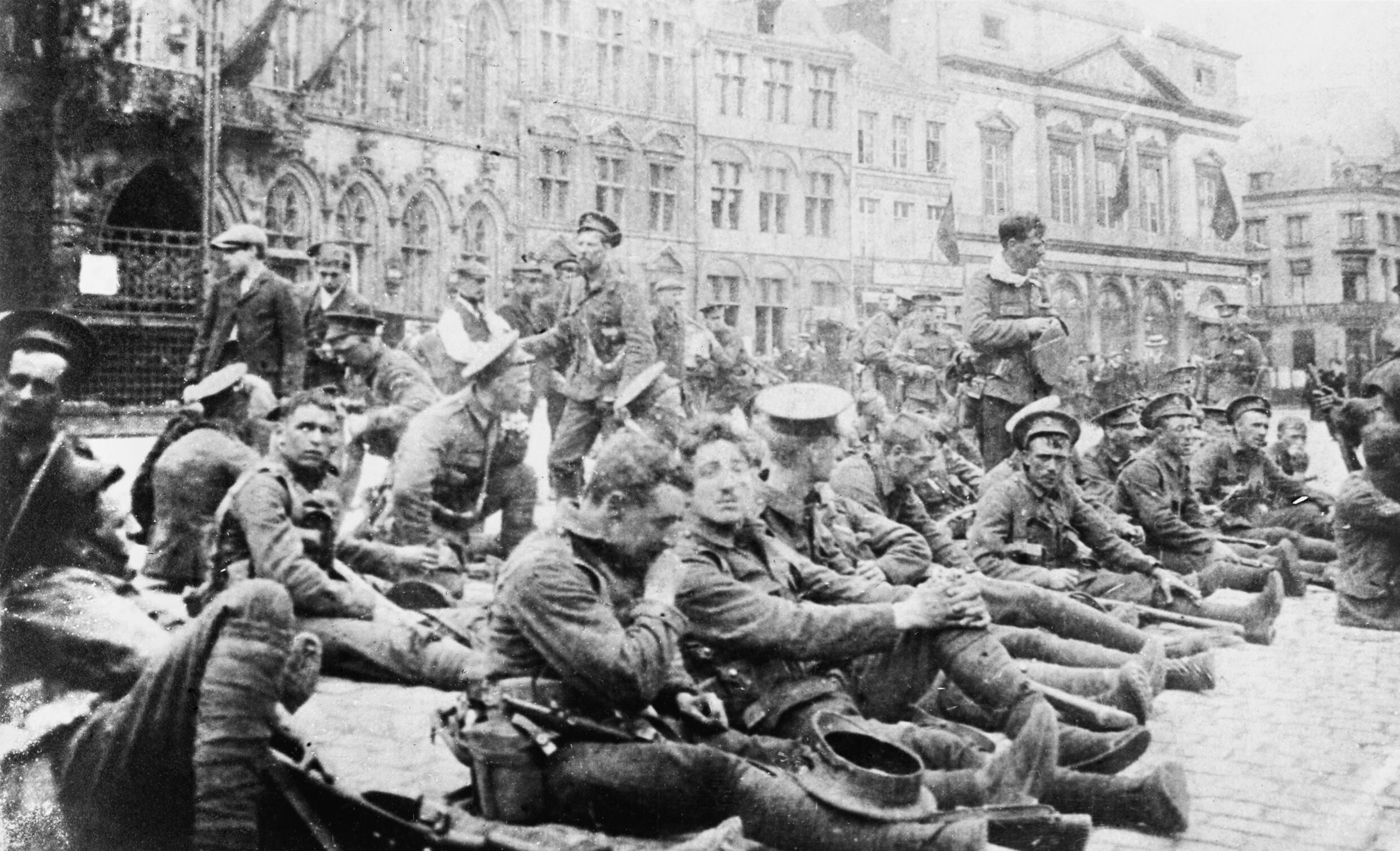
Soldats du /Royal Fusiliers, Brigade, après la Bataille de Mons, le 22 aout 1914

  - 1st Devonshires

- 9th Infantry Brigade (en) - Général F. C. Shaw (en)
  - 1st The Northumberland Fusiliers (en)
  - 4th The Royal Fusiliers (City of London Regiment)
  - 1st The Lincolnshire Regiment
  - 1st The Royal Scots Fusiliers
- Troupes Divisionnaires
  - Troupes à cheval
    - C Squadron, 15th Hussars (en) (The King's)
    - 3rd Cyclist Company

  - Artillery
    - 23rd Brigade Royal Field Artillery (en)
      - 107th Battery, RFA
      - 108th Battery, RFA
      - 109th Battery, RFA

    - 40th Brigade Royal Field Artillery (en)
      - 6th Battery, RFA
      - 23 rd Battery, RFA
      - 45th Battery, RFA

    - 42nd Brigade Royal Field Artillery (en)
      - 29th Battery, RFA
      - 41st Battery, RFA
      - 45th Battery, RFA

    - 30th Brigade Royal Field Artillery (en) (Howitzer)
      - 128th (Howitzer) Battery, RFA
      - 129th (Howitzer) Battery, RFA
      - 130th (Howitzer) Battery, RFA

    - 48th Heavy Battery, RGA

  - Génie
    - 56th Field Company, RE
    - 57th Field Company, RE

### 5eDivision
La 5e Division était commandée par le Général Sir C. Fergusson.
- 13th Infantry Brigade (en) - Général G. J. Cuthbert (en)
  - 2nd The King's Own Scottish Borderers
  - 2nd The Duke of Wellington's (en) (West Riding Regiment)
  - 1st The Queen's Own (en) (Royal West Kent Regiment)
  - 2nd The King's Own (en) (Yorkshire Light Infantry)
- 14th Infantry Brigade (en) - Général S. P. Rolt (en)
  - 2nd The Suffolk Regiment (en)
  - 1st The East Surrey Regiment (en)
  - 1st The Duke of Cornwall's Light Infantry
  - 2nd The Manchester Regiment
- 15th Infantry Brigade (en) - Général A. E. W. Count Gleichen (en)
  - 1st The Norfolk Regiment (en)
  - 1st The Bedfordshire Regiment (en)
  - 1st The Cheshire Regiment (en)
  - 1st The Dorsetshire Regiment (en)
- Troupes Divisionnaires
  - Troupes à cheval
    - A Squadron, 19th Hussars (en) (Queen Alexandra's Own Royal)
    - 5th Cyclist Company

  - Artillery
    - 15th Brigade Royal Field Artillery
      - 11th Battery, RFA
      - 52nd Battery, RFA
      - 80th Battery, RFA

    - 27th Brigade Royal Field Artillery (en)
      - 119th Battery, RFA
      - 120th Battery, RFA
      - 121st Battery, RFA

    - 28th Brigade Royal Field Artillery (en)
      - 122nd Battery, RFA
      - 123rd Battery, RFA
      - 124th Battery, RFA

    - 8th Brigade Royal Field Artillery (en) (Howitzer)
      - 37th (Howitzer) Battery, RFA
      - 61st (Howitzer) Battery, RFA
      - 65th (Howitzer) Battery, RFA

    - 108th Heavy Battery, RGA

  - Génie
    - 17th Field Company, RE
    - 59th Field Company, RE

## IIIeCorps
Le IIIe Corps a été formé en France le 31 août 1914, et était commandée par le Général Pulteney.

### 4eDivision
La 4e Division a débarqué en France dans la nuit du 22 au 23 août 1914. Elle était commandée par le Général T. D'O. Snow (en).
- 10th Infantry Brigade (en) - Général J. A. L. Haldane (en)
  - 1st The Royal Warwickshire Regiment (en)
  - 2nd Seaforth Highlanders (Ross-shire Buffs, The Duke of Albany's)
  - 1st Princess Victoria's (en) (Royal Irish Fusiliers)
  - 2nd The Royal Dublin Fusiliers (en)
- 11e Infantry Brigade (en) - Général A. G. Hunter-Weston (en)
  - 1st Prince Albert's (en) (Somerset Light Infantry)
  - 1st The East Lancashire Regiment (en)
  - 1st The Hampshire Regiment (en)
  - 1st The Rifle Brigade (en) (Prince Consort's Own)
- 12e Infantry Brigade (en) - Général H. F. M. Wilson (en)
  - 1st King's Own (en) (Royal Lancaster Regiment)
  - 2nd The Lancashire Fusiliers
  - 2nd The Royal Inniskilling Fusiliers (en)
  - 2nd The Essex Regiment (en)
- Troupes Divisionnaires
  - Troupes à cheval
    - B Squadron, 19th Hussars (en) (Queen Alexandra's Own Royal)
    - 4th Cyclist Company

  - Artillery
    - 14th Brigade Royal Field Artillery
      - 39th Battery, RFA
      - 68th Battery, RFA
      - 88th Battery, RFA

    - 29th Brigade Royal Field Artillery (en)
      - 125th Battery, RFA
      - 126th Battery, RFA
      - 127th Battery, RFA

    - 32nd Brigade Royal Field Artillery (en)
      - 27th Battery, RFA
      - 134st Battery, RFA
      - 135th Battery, RFA

    - 37th Brigade Royal Field Artillery (en) (Howitzer)
      - 31st (Howitzer) Battery, RFA
      - 35th (Howitzer) Battery, RFA
      - 55th (Howitzer) Battery, RFA

    - 31st Heavy Battery, RGA

  - Engineers
    - 7th Field Company, RE
    - 9th Field Company, RE

### 6eDivision
La 6e Division a embarqué pour la France les 8 et 9 septembre 1914. Elle était commandée par le Général J. L. Keir (en)
- 16th Infantry Brigade (en) - Général E. C. Ingouville-Williams (en)
  - 1st The Buffs (en) (East Kent Regiment)
  - 1st The Leicestershire Regiment (en)
  - 1st The King's (en) (Shropshire Light Infantry)
  - 2nd The York and Lancaster Regiment (en)
- 17th Infantry Brigade (en) - Général W. R. B. Doran
  - 1st The Royal Fusiliers (City of London Regiment)
  - 1st The Prince of Wales's (en) (North Staffordshire Regiment)
  - 2nd The Prince of Wales's Leinster Regiment (en) (Royal Canadians)
  - 3rd The Rifle Brigade (en) (The Prince Consort's Own)
- 18e Infantry Brigade (en) - Général Congreve
  - 1st The Prince of Wales's Own (West Yorkshire Regiment)
  - 1st The East Yorkshire Regiment (en)
  - 2nd The Sherwood Foresters (en) (Nottinghamshire and Derbyshire Regiment)
  - 2nd The Durham Light Infantry (en)
- Troupes Divisionnaires
  - Troupes à cheval
    - C Squadron, 19th Hussars (en) (Queen Alexandra's Own Royal)
    - 6th Cyclist Company

  - Artillery
    - 2nd Brigade Royal Field Artillery (en)
      - 21st Battery, RFA
      - 42nd Battery, RFA
      - 53rd Battery, RFA

    - 24th Brigade Royal Field Artillery (en)
      - 110th Battery, RFA
      - 111th Battery, RFA
      - 112th Battery, RFA

    - 38th Brigade Royal Field Artillery
      - 24th Battery, RFA
      - 34th Battery, RFA
      - 72nd Battery, RFA

    - 12th Brigade Royal Field Artillery (en) (Howitzer)
      - 43rd (Howitzer) Battery, RFA
      - 86th (Howitzer) Battery, RFA
      - 87th (Howitzer) Battery, RFA

    - 24th Heavy Battery, RGA

  - Engineers
    - 12th Field Company, RE
    - 38th Field Company, RE

## Force A

L'emblème de l'Armée des Indes.

La Force A est l'ensemble des troupes venant des Indes intégrées au Corps expéditionnaire britannique, les troupes arrivent le 30 septembre 1914 à Marseille. Elle est formée de quatre divisions regroupées en un Corps d'armée indienne, deux divisions d'infanterie et un Corps de cavalerie indienne aussi à deux divisions. Elle est commandée par James Willcocks (en). Le corps de Lahore fut en tête lors de la bataille de La Bassée. La Force A est démantelée et son infanterie envoyée en Égypte en octobre 1915, la perte des officiers habitués à ces troupes dont ils parlaient la langue se fit cruellement sentir, presque autant que le froid. La force A n'a pas d'artillerie régimentaire, manque d'entrainement sur le matériel moderne. Seules les deux divisions de cavalerie restent en France et servent en soutien de troupes anglaises, servirent aussi démontées. Elles sont retirées du front Ouest en mars 1918 et transférées en Égypte.
Il y avait les troupes du service impérial qui provenaient des États princiers et regroupaient principalement des soldats du Punjab, Rajputana, ou encore des Sikhs. Les troupes de l'Armée des Indes sont formées de volontaires plus spécialement recrutés dans les régions gouvernées par l'Empire. La Force A compte plus de 130 000 soldats qui servent en France et en Belgique, 1 300 000 Indiens servent dans l'Armée des Indes et plus de 9.000 y laissent la vie sur le front occidental. Personnalités y ayant servi :

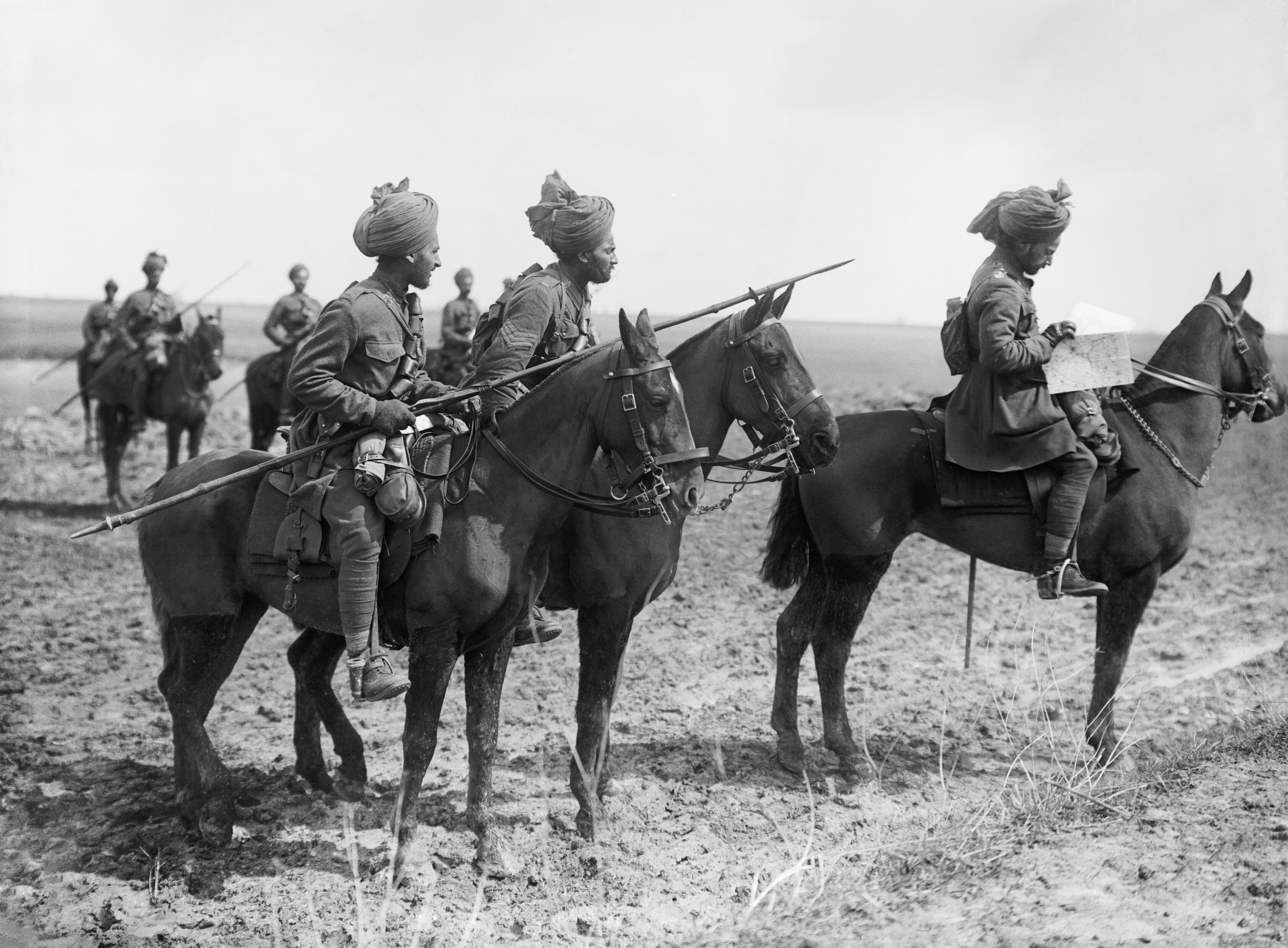
éclaireurs du 9e Hodson en avril 1917.

- Le général Pertap Singh d'Idar.

## Army troops
- Troupes à cheval
  - North Irish Horse (en) (Escadrons A, B, and C)
- Artillerie de siège:
  - No. 1 Siege Battery
  - No. 2 Siege Battery
  - No. 3 Siege Battery
  - No. 4 Siege Battery
  - No. 5 Siege Battery
  - No. 6 Siege Battery
- Infanterie :
  - 1st The Queen's Own Cameron Highlanders

### Royal Flying Corps
Les unités du Royal Flying Corps (Corps aérien) en France sont commandées par le Général Sir David Henderson.
- 2e Squadron RFC
- 3e Squadron RFC (en)
- 4e Squadron RFC (en)
- 5e Squadron RFC (en)
- 6e Squadron RFC (en)

### Défenses des lignes de communications
- 1st The Devonshire Regiment
- 2nd The Royal Welch Fusiliers
- 1st The Cameronians (Scottish Rifles)
- 1st The Duke of Cambridge's Own (en) (Middlesex Regiment)
- 2nd Princess Louise's (Argyll and Sutherland Highlanders)

## Taille des unités
Un régiment de cavalerie est formé de quatre escadrons, il est doté de deux mitrailleuses. Un bataillon d'infanterie est formé de quatre compagnies et deux mitrailleuses.
Une batterie d’artillerie du Royal Horse (artillerie à cheval) comprend 6 canons de 13 pouces, tandis qu’une batterie d’artillerie du Royal Field (artillerie de campagne) comprend soit 6 canons de 18 livres, soit 6 obusiers de 4,5 pouces.
Une batterie lourde de la Royal Garnison comprend 4 canons de 60 livres.
Chaque batterie avait deux wagons de munitions par canons et chaque brigade d'artillerie, avec ses propres colonnes munitions.
En septembre 1914, chaque division reçoit un canon automatique de 37 mm contre aéronefs, le "pom-pom gun", détaché de la division d'artillerie.
La Division de cavalerie est composée de 12 régiments de cavalerie à 4 escadrons.
Chaque division d'infanterie est composée 3 brigades de 4 bataillons chacune (12 bataillons au total).
La Division de cavalerie (sans compter la 5e brigade de cavalerie) dispose de 9 269 hommes, tous grades confondus, 9 815 chevaux, 24 canons de 13 livres et 24 mitrailleuses.
Chaque division d'infanterie dispose de 18 073 hommes, tous grades confondus, 5 592 chevaux, 76 canons et 24 mitrailleuses.

## Unités non employées dans le BEF
La Force expéditionnaire britannique représente la moitié de l’armée britannique. Une partie importante de l'armée est maintenu en garnison outre-mer. La défense du territoire est assurée par des volontaires de la Force territoriale (FT) et par les réserves.
L'effectif total de l'armée régulière est en juillet 1914 de 125 000 hommes dans les îles britanniques, avec 75 000 en Inde et en Birmanie et une plus 33 000 dans d'autres affectations outre-mer. 
L'Armée de Réserve compte 145 000 hommes dont 64 000 dans la milice. Les forces territoriales représentent 272 000 hommes.